# Oogenius kuscheli
Oogenius kuscheli är en skalbaggsart som beskrevs av Gutierrez 1949. Oogenius kuscheli ingår i släktet Oogenius och familjen Rutelidae. Inga underarter finns listade i Catalogue of Life.